# 任城区
任城区（にんじょう-く）は、中華人民共和国山東省済寧市に位置する市轄区。

## 行政区画
下部に14街道、3鎮を管轄する。
- 街道:許荘街道、李営街道、南張街道、仙営街道、金城街道、二十里鋪街道、古槐街道、済陽街道、阜橋街道、越河街道、観音閣街道、南苑街道、安居街道、唐口街道
- 鎮:長溝鎮、石橋鎮、喩屯鎮